# Litla Agnøy
Litla Agnøy est une île de Norvège dans le comté de Hordaland. Elle appartient administrativement à Herdla.

## Géographie
Rocheuse et couverte d'une légère végétation, elle s'étend sur environ 460 m pour une largeur approximative de 350 m.